# Steve Finnan
Stephen John Finnan (Limerick, 24 aprile 1976) è un ex calciatore irlandese, di ruolo terzino destro. È stato campione d'Europa con il Liverpool nel 2005.

## Carriera

### Club
Finnan è nato a Limerick, ma è cresciuto a Chelmsford, in Inghilterra. Inizia la sua carriera fra i dilettanti del Welling United, facendo il suo esordio fra i professionisti nel 1995 con il Birmingham City. Al Birmingham rimane giusto il tempo di mettere insieme una decina di presenze prima di passare al Notts County.
Nella stagione 1997-1998 il Fulham lo acquista per £600,000, e con Finnan la squadra ottiene la doppia promozione dalla Football League One alla Premier League, raggiunta nel 2001.
Rimane un altro anno al Fulham con il quale vince la coppa Intertoto. L'estate successiva accetta l'offerta del Liverpool, che lo acquista per quasi cinque milioni di sterline.
La prima stagione di Finnan ad Anfield è stata interrotta da una lunga serie di infortuni, e l'anno successivo l'irlandese si guadagna un posto da titolare nella stagione che vede il Liverpool conquistare la Champions League in finale contro il Milan. In quella vittoriosa finale Finnan ha potuto giocare solo il primo tempo, essendo costretto a uscire per infortunio nell'intervallo.
Il 1º settembre 2008 si trasferisce all'Espanyol firmando un contratto di due anni; il 29 luglio 2009 rescinde il contratto con la squadra di Barcellona accingendosi ad un ritorno in Premier League.
Il 31 luglio 2009 è stato ingaggiato dal Portsmouth. Il 19 maggio 2010 dopo la scadenza del suo contratto, è stato svincolato dal Portsmouth.

### Nazionale
Ha fatto il proprio esordio in Nazionale nel 2000, in un incontro con la Grecia. Due anni dopo partecipa al campionato del mondo 2002, nel quale la rappresentativa irlandese esce agli ottavi per mano della Spagna.
Il 22 gennaio 2008 annuncia il suo ritiro dalla Nazionale dopo aver totalizzato 50 presenze. Ad agosto torna sui propri passi, dopo l'arrivo di Giovanni Trapattoni sulla panchina dei "verdi".

## Statistiche

### Presenze e reti nei club
Statistiche aggiornate al 20 maggio 2010.
| Stagione            | Squadra             | Campionato          | Campionato | Campionato | Coppe nazionali | Coppe nazionali | Coppe nazionali | Coppe continentali | Coppe continentali | Coppe continentali | Altre coppe | Altre coppe | Altre coppe | Totale | Totale |
| Stagione            | Squadra             | Comp                | Pres       | Reti       | Comp            | Pres            | Reti            | Comp               | Pres               | Reti               | Comp        | Pres        | Reti        | Pres   | Reti   |
| ------------------- | ------------------- | ------------------- | ---------- | ---------- | --------------- | --------------- | --------------- | ------------------ | ------------------ | ------------------ | ----------- | ----------- | ----------- | ------ | ------ |
| 1995-gen. 1996      | Birmingham          | FD                  | 12         | 1          | FA+CdL          | 0+4             | 0+0             | -                  | -                  | -                  | -           | -           | -           | 16     | 1      |
| gen.-giu. 1996      | Notts County        | SD                  | 17         | 2          | FA+CdL          | 0+0             | 0+0             | -                  | -                  | -                  | -           | -           | -           | 17     | 2      |
| 1996-mar. 1997      | Birmingham          | FD                  | 3          | 0          | FA+CdL          | 0+0             | 0+0             | -                  | -                  | -                  | -           | -           | -           | 3      | 0      |
| mar.-giu. 1997      | Notts County        | SD                  | 23         | 0          | FA+CdL          | 3+0             | 0+0             | -                  | -                  | -                  | -           | -           | -           | 26     | 0      |
| 1997-1998           | Notts County        | TD                  | 44         | 5          | FA+CdL          | 3+4             | 1+0             | -                  | -                  | -                  | -           | -           | -           | 51     | 6      |
| lug.-nov. 1998      | Notts County        | SD                  | 13         | 0          | FA+CdL          | 0+0             | 0+0             | -                  | -                  | -                  | -           | -           | -           | 13     | 0      |
| Totale Notts County | Totale Notts County | Totale Notts County | 80         | 5          |                 | 6+4             | 1+0             |                    |                    |                    |             |             |             | 90     | 6      |
| nov. 1998-1999      | Fulham              | SD                  | 22         | 2          | FA+CdL          | 4+0             | 0+0             | -                  | -                  | -                  | -           | -           | -           | 26     | 0      |
| 1999-2000           | Fulham              | FD                  | 35         | 3          | FA+CdL          | 4+6             | 1+0             | -                  | -                  | -                  | -           | -           | -           | 45     | 4      |
| 2000-2001           | Fulham              | FD                  | 45         | 2          | FA+CdL          | 1+2             | 0+0             | -                  | -                  | -                  | -           | -           | -           | 48     | 2      |
| 2001-2002           | Fulham              | PL                  | 38         | 0          | FA+CdL          | 6+3             | 0+0             | -                  | -                  | -                  | -           | -           | -           | 47     | 0      |
| 2002-2003           | Fulham              | PL                  | 32         | 0          | FA+CdL          | 3+1             | 0+0             | UEFA               | 5                  | 0                  | -           | -           | -           | 40     | 0      |
| Totale Fulham       | Totale Fulham       | Totale Fulham       | 172        | 7          |                 | 18+12           | 1+0             |                    | 5                  | 0                  |             |             |             | 207    | 7      |
| 2003-2004           | Liverpool           | PL                  | 22         | 0          | FA+CdL          | 3+0             | 0+0             | UEFA               | 6                  | 0                  | -           | -           | -           | 32     | 0      |
| 2004-2005           | Liverpool           | PL                  | 33         | 1          | FA+CdL          | 0+5             | 0+0             | UCL                | 14                 | 0                  | -           | -           | -           | 52     | 1      |
| 2005-2006           | Liverpool           | PL                  | 33         | 0          | FA+CdL          | 6+0             | 0+0             | UCL                | 12                 | 0                  | -           | -           | -           | 51     | 0      |
| 2006-2007           | Liverpool           | PL                  | 33         | 0          | FA+CdL          | 1+0             | 0+0             | UCL                | 6                  | 0                  | -           | -           | -           | 47     | 0      |
| 2007-2008           | Liverpool           | PL                  | 24         | 0          | FA+CdL          | 3+1             | 0+0             | UCL                | 7                  | 0                  | -           | -           | -           | 34     | 0      |
| Totale Liverpool    | Totale Liverpool    | Totale Liverpool    | 145        | 1          |                 | 13+6            | 0+0             |                    | 51                 | 0                  |             |             |             | 217    | 1      |
| 2008-2009           | Espanyol            | PD                  | 4          | 0          | CdR             | 0               | 0               | -                  | -                  | -                  | -           | -           | -           | 4      | 0      |
| 2009-2010           | Portsmouth          | PL                  | 21         | 0          | FA+CdL          | 4+0             | 0+0             | -                  | -                  | -                  | -           | -           | -           | 25     | 0      |
| Totale carriera     | Totale carriera     | Totale carriera     | 454        | 16         |                 | 41+26           | 2+0             |                    | 56                 | 0                  |             |             |             | 577    | 18     |

### Cronologia presenze e reti in Nazionale
| Cronologia completa delle presenze e delle reti in nazionale ― Irlanda | Cronologia completa delle presenze e delle reti in nazionale ― Irlanda | Cronologia completa delle presenze e delle reti in nazionale ― Irlanda | Cronologia completa delle presenze e delle reti in nazionale ― Irlanda | Cronologia completa delle presenze e delle reti in nazionale ― Irlanda | Cronologia completa delle presenze e delle reti in nazionale ― Irlanda | Cronologia completa delle presenze e delle reti in nazionale ― Irlanda | Cronologia completa delle presenze e delle reti in nazionale ― Irlanda |
| Data                                                                   | Città                                                                  | In casa                                                                | Risultato                                                              | Ospiti                                                                 | Competizione                                                           | Reti                                                                   | Note                                                                   |
| ---------------------------------------------------------------------- | ---------------------------------------------------------------------- | ---------------------------------------------------------------------- | ---------------------------------------------------------------------- | ---------------------------------------------------------------------- | ---------------------------------------------------------------------- | ---------------------------------------------------------------------- | ---------------------------------------------------------------------- |
| 26-4-2000                                                              | Dublino                                                                | Irlanda                                                                | 0 – 1                                                                  | Grecia                                                                 | Amichevole                                                             | -                                                                      | 71’                                                                    |
| 30-5-2000                                                              | Dublino                                                                | Irlanda                                                                | 1 – 2                                                                  | Scozia                                                                 | Amichevole                                                             | -                                                                      |                                                                        |
| 7-10-2000                                                              | Lisbona                                                                | Portogallo                                                             | 1 – 1                                                                  | Irlanda                                                                | Qual. Mondiali 2002                                                    | -                                                                      | 84’                                                                    |
| 11-10-2000                                                             | Dublino                                                                | Irlanda                                                                | 2 – 0                                                                  | Estonia                                                                | Qual. Mondiali 2002                                                    | -                                                                      | 88’                                                                    |
| 15-11-2000                                                             | Dublino                                                                | Irlanda                                                                | 3 – 0                                                                  | Finlandia                                                              | Amichevole                                                             | 1                                                                      |                                                                        |
| 28-3-2001                                                              | Barcellona                                                             | Andorra                                                                | 0 – 3                                                                  | Irlanda                                                                | Qual. Mondiali 2002                                                    | -                                                                      | 85’                                                                    |
| 25-4-2001                                                              | Dublino                                                                | Irlanda                                                                | 3 – 1                                                                  | Andorra                                                                | Qual. Mondiali 2002                                                    | -                                                                      | 79’                                                                    |
| 15-8-2001                                                              | Dublino                                                                | Irlanda                                                                | 2 – 2                                                                  | Croazia                                                                | Amichevole                                                             | -                                                                      | 52’                                                                    |
| 1-9-2001                                                               | Dublino                                                                | Irlanda                                                                | 1 – 0                                                                  | Paesi Bassi                                                            | Qual. Mondiali 2002                                                    | -                                                                      | 59’                                                                    |
| 6-10-2001                                                              | Dublino                                                                | Irlanda                                                                | 4 – 0                                                                  | Cipro                                                                  | Qual. Mondiali 2002                                                    | -                                                                      |                                                                        |
| 10-11-2001                                                             | Dublino                                                                | Irlanda                                                                | 2 – 0                                                                  | Iran                                                                   | Qual. Mondiali 2002                                                    | -                                                                      |                                                                        |
| 15-11-2001                                                             | Teheran                                                                | Iran                                                                   | 1 – 0                                                                  | Irlanda                                                                | Qual. Mondiali 2002                                                    | -                                                                      |                                                                        |
| 13-2-2002                                                              | Dublino                                                                | Irlanda                                                                | 2 – 0                                                                  | Russia                                                                 | Qual. Mondiali 2002                                                    | -                                                                      | 73’                                                                    |
| 17-4-2002                                                              | Dublino                                                                | Irlanda                                                                | 2 – 1                                                                  | Stati Uniti                                                            | Amichevole                                                             | -                                                                      | 46’                                                                    |
| 16-5-2002                                                              | Dublino                                                                | Irlanda                                                                | 1 – 2                                                                  | Nigeria                                                                | Amichevole                                                             | -                                                                      |                                                                        |
| 1-6-2002                                                               | Niigata                                                                | Irlanda                                                                | 1 – 1                                                                  | Camerun                                                                | Mondiali 2002 - 1º turno                                               | -                                                                      | 46’ 51’                                                                |
| 5-6-2002                                                               | Kashima                                                                | Germania                                                               | 1 – 1                                                                  | Irlanda                                                                | Mondiali 2002 - 1º turno                                               | -                                                                      |                                                                        |
| 11-6-2002                                                              | Yokohama                                                               | Arabia Saudita                                                         | 0 – 3                                                                  | Irlanda                                                                | Mondiali 2002 - 1º turno                                               | -                                                                      |                                                                        |
| 16-6-2002                                                              | Suwon                                                                  | Spagna                                                                 | 1 – 1 dts (3 – 2 dtr)                                                  | Irlanda                                                                | Mondiali 2002 - Ottavi di finale                                       | -                                                                      |                                                                        |
| 7-9-2002                                                               | Mosca                                                                  | Russia                                                                 | 4 – 2                                                                  | Irlanda                                                                | Qual. Euro 2004                                                        | -                                                                      |                                                                        |
| 20-11-2002                                                             | Atene                                                                  | Grecia                                                                 | 0 – 0                                                                  | Irlanda                                                                | Amichevole                                                             | -                                                                      |                                                                        |
| 30-4-2003                                                              | Dublino                                                                | Irlanda                                                                | 1 – 0                                                                  | Norvegia                                                               | Amichevole                                                             | -                                                                      | 60’                                                                    |
| 19-8-2003                                                              | Dublino                                                                | Irlanda                                                                | 2 – 1                                                                  | Australia                                                              | Amichevole                                                             | -                                                                      | 67’                                                                    |
| 9-9-2003                                                               | Dublino                                                                | Irlanda                                                                | 2 – 2                                                                  | Turchia                                                                | Amichevole                                                             | -                                                                      |                                                                        |
| 11-10-2003                                                             | Basilea                                                                | Svizzera                                                               | 2 – 0                                                                  | Irlanda                                                                | Qual. Euro 2004                                                        | -                                                                      | 74’                                                                    |
| 27-5-2004                                                              | Dublino                                                                | Irlanda                                                                | 1 – 0                                                                  | Romania                                                                | Amichevole                                                             | -                                                                      |                                                                        |
| 29-5-2004                                                              | Dublino                                                                | Irlanda                                                                | 0 – 3                                                                  | Nigeria                                                                | Amichevole                                                             | -                                                                      |                                                                        |
| 5-6-2004                                                               | Amsterdam                                                              | Paesi Bassi                                                            | 0 – 1                                                                  | Irlanda                                                                | Amichevole                                                             | -                                                                      |                                                                        |
| 18-8-2004                                                              | Dublino                                                                | Irlanda                                                                | 1 – 1                                                                  | Bulgaria                                                               | Amichevole                                                             | -                                                                      | 71’                                                                    |
| 4-9-2004                                                               | Dublino                                                                | Irlanda                                                                | 3 – 0                                                                  | Cipro                                                                  | Qual. Mondiali 2006                                                    | -                                                                      | 70’                                                                    |
| 8-9-2004                                                               | Basilea                                                                | Svizzera                                                               | 1 – 1                                                                  | Irlanda                                                                | Qual. Mondiali 2006                                                    | -                                                                      |                                                                        |
| 9-10-2004                                                              | Saint-Denis                                                            | Francia                                                                | 0 – 0                                                                  | Irlanda                                                                | Qual. Mondiali 2006                                                    | -                                                                      |                                                                        |
| 13-10-2004                                                             | Dublino                                                                | Irlanda                                                                | 2 – 0                                                                  | Fær Øer                                                                | Qual. Mondiali 2006                                                    | -                                                                      |                                                                        |
| 16-11-2004                                                             | Dublino                                                                | Irlanda                                                                | 1 – 0                                                                  | Croazia                                                                | Amichevole                                                             | -                                                                      | 77’                                                                    |
| 9-2-2005                                                               | Dublino                                                                | Irlanda                                                                | 1 – 0                                                                  | Portogallo                                                             | Amichevole                                                             | -                                                                      |                                                                        |
| 26-3-2005                                                              | Tel Aviv                                                               | Israele                                                                | 1 – 1                                                                  | Irlanda                                                                | Qual. Mondiali 2006                                                    | -                                                                      |                                                                        |
| 17-8-2005                                                              | Dublino                                                                | Irlanda                                                                | 1 – 2                                                                  | Italia                                                                 | Amichevole                                                             | -                                                                      | 57’                                                                    |
| 8-10-2005                                                              | Nicosia                                                                | Cipro                                                                  | 0 – 1                                                                  | Irlanda                                                                | Qual. Mondiali 2006                                                    | -                                                                      | 46’                                                                    |
| 16-8-2006                                                              | Dublino                                                                | Irlanda                                                                | 0 – 4                                                                  | Paesi Bassi                                                            | Amichevole                                                             | -                                                                      | 64’                                                                    |
| 2-9-2006                                                               | Stoccarda                                                              | Germania                                                               | 1 – 0                                                                  | Irlanda                                                                | Qual. Euro 2008                                                        | -                                                                      |                                                                        |
| 7-10-2006                                                              | Nicosia                                                                | Cipro                                                                  | 5 – 2                                                                  | Irlanda                                                                | Qual. Euro 2008                                                        | -                                                                      |                                                                        |
| 11-10-2006                                                             | Dublino                                                                | Irlanda                                                                | 1 – 1                                                                  | Cecoslovacchia                                                         | Qual. Euro 2008                                                        | -                                                                      |                                                                        |
| 15-11-2006                                                             | Dublino                                                                | Irlanda                                                                | 5 – 0                                                                  | San Marino                                                             | Qual. Euro 2008                                                        | -                                                                      |                                                                        |
| 7-2-2007                                                               | Serravalle                                                             | San Marino                                                             | 1 – 2                                                                  | Irlanda                                                                | Qual. Euro 2008                                                        | -                                                                      |                                                                        |
| 24-3-2007                                                              | Dublino                                                                | Irlanda                                                                | 1 – 0                                                                  | Galles                                                                 | Qual. Euro 2008                                                        | -                                                                      |                                                                        |
| 28-3-2007                                                              | Dublino                                                                | Irlanda                                                                | 1 – 0                                                                  | Slovacchia                                                             | Qual. Euro 2008                                                        | -                                                                      |                                                                        |
| 22-8-2007                                                              | Aarhus                                                                 | Danimarca                                                              | 0 – 4                                                                  | Irlanda                                                                | Amichevole                                                             | -                                                                      | 62’                                                                    |
| 13-10-2007                                                             | Dublino                                                                | Irlanda                                                                | 0 – 0                                                                  | Germania                                                               | Qual. Euro 2008                                                        | -                                                                      |                                                                        |
| 17-10-2007                                                             | Dublino                                                                | Irlanda                                                                | 1 – 1                                                                  | Cipro                                                                  | Qual. Euro 2008                                                        | 1                                                                      |                                                                        |
| 17-11-2007                                                             | Cardiff                                                                | Galles                                                                 | 2 – 2                                                                  | Irlanda                                                                | Qual. Euro 2008                                                        | -                                                                      |                                                                        |
| 20-8-2008                                                              | Oslo                                                                   | Norvegia                                                               | 1 – 1                                                                  | Irlanda                                                                | Amichevole                                                             | -                                                                      | 69’                                                                    |
| 6-9-2008                                                               | Magonza                                                                | Georgia                                                                | 1 – 2                                                                  | Irlanda                                                                | Qual. Mondiali 2010                                                    | -                                                                      | 80’                                                                    |
| 10-9-2008                                                              | Podgorica                                                              | Montenegro                                                             | 0 – 0                                                                  | Irlanda                                                                | Qual. Mondiali 2010                                                    | -                                                                      |                                                                        |
| Totale                                                                 |                                                                        | Presenze                                                               | 53                                                                     |                                                                        | Reti                                                                   | 2                                                                      |                                                                        |

## Palmarès

### Club

#### Competizioni nazionali
- Coppa d'Inghilterra: 1

Liverpool: 2005-2006
- Community Shield: 1

Liverpool: 2006

#### Competizioni internazionali
- Coppa Intertoto UEFA: 1

Fulham: 2002
- UEFA Champions League: 1

Liverpool: 2004-2005
- Supercoppa UEFA: 1

Liverpool: 2005